# Toyota Avensis Verso

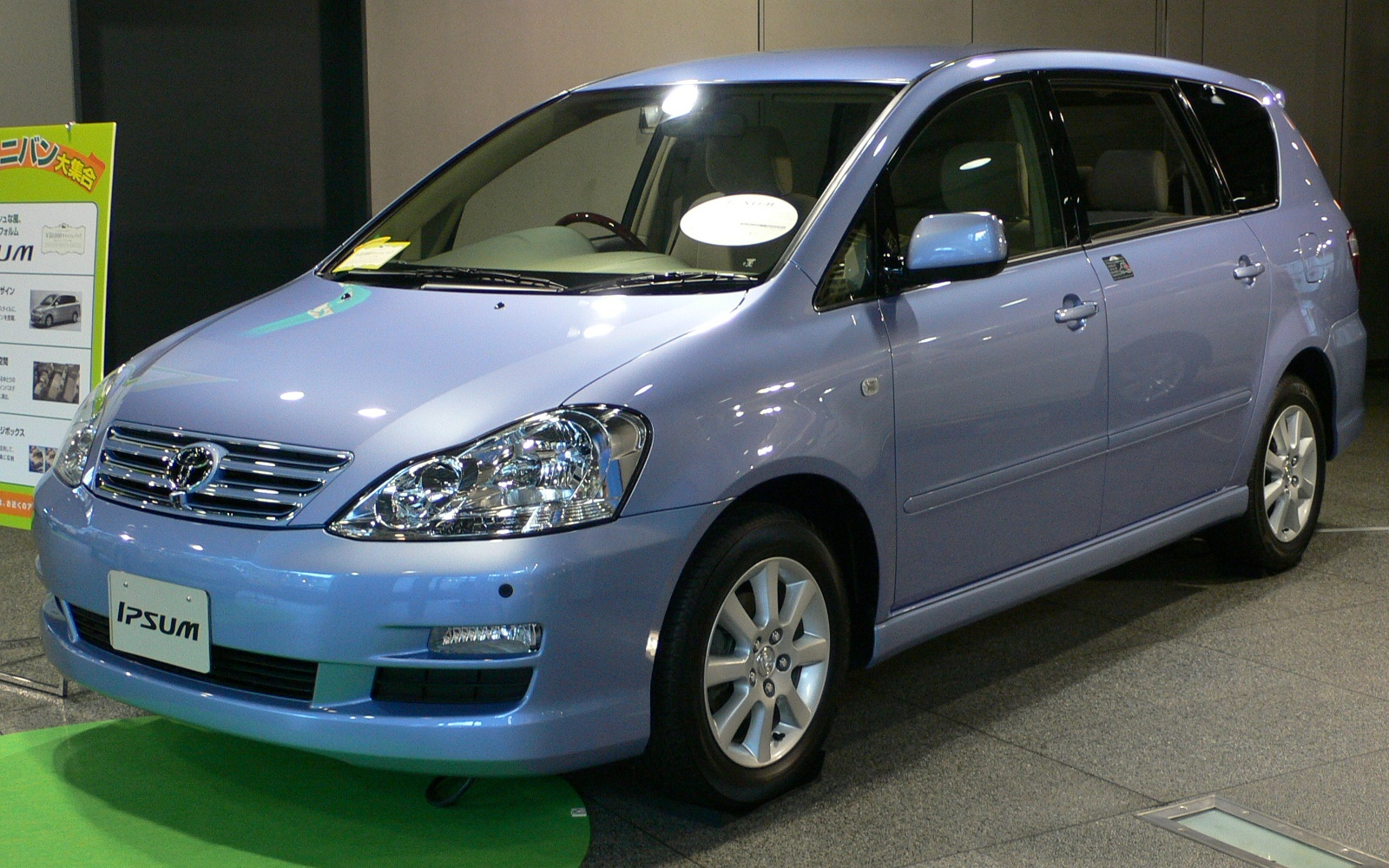
Toyota Ipsum

Toyota Avensis Verso är en minibuss importerad för försäljning 2001–2006 (Sverige). En Avensis Verso har plats för upp till sju personer, med möjlighet att plocka ur de fem bakre sätena. Bilen heter Ipsum i Japan där den fortfarande säljs, precis som föregångaren Picnic heter Avensis Verso Sportvan i Danmark. Den har en tvåliters fyrcylindrig bensinmotor på 150 hk med VVT-I-teknik vilket betyder att den har variabla ventiltider, dieselmotor som alternativ. Den gör 0-100 km/h på 11,4 sekunder och toppfarten är 192 km i timmen för bensinmodellen med manuell växellåda automat 0-100 km/h 12,1 sek toppfart 180 km/h. Den manuella växellådan har fem växlar medan automaten endast har fyra växlar. Bilen fick endast ett facelift 2004 eller 2005. Den lades ner bland annat på grund av att den var för lik modellen Corolla Verso.